# Фельке, Эмануэль
Леопольд Эрдман Эмануэль Фельке (род. 7 февраля 1856, Кледен, Германия — 16 августа 1926 Мюнхен, Бад-Зобернхайм) — протестантский пастор, приверженец натуропатии. Разработал одноимённое лекарство Фельке. Пастор жил и работал в Репелен около города Мёрс с 1896 по 1914 и в Бад-Зобернхайм с 1915 по 1925 год, и считается одним из отцов комплексной гомеопатии. Он также занимался диагностикой радужной оболочки (иридодиагностика), и считается одним из создателей комплексных гомеопатических препаратов.

## Биография
Так как лечения Фельке включали в себя применения глины и глиняных ванн, его часто называют глиняным пастором. Режим Фельке состоял из здоровой диеты и прогулок на свежем воздухе. Его пациенты принимали пищу, содержащую совсем немного мяса, использовали при лечении землю и холодные ванны на открытом воздухе в цинковых ваннах. Они должны были спать на глиняных полах или в соломенных мешках на открытом для света и воздуха пространстве.
Фельке, сын учителя и дочери министра, заинтересовался вопросами медицины, когда он изучал теологию. Он посещал медицинские лекции в течение нескольких семестров. Он всегда интересовался лекарственными растениями так же, как известные природные целители Ганеман (создатель гомеопатии) и Присниц (гидротерапия). В своем первом ректорате в Кроненберге он успешно лечил пациентов гомеопатическими средствами во время эпидемии дифтерии. В 1894 году Фельке начал своё служение в качестве пастора в протестантской сельской церкви в Репелен. В 1896 году несколько жителей основали гомеопатическое общество в Репелен, чтобы поддерживать работу Фельке, потому что в большинстве случаев он раздавал гомеопатические средства бесплатно.
Фельке считается одним из отцом комплексной гомеопатии, потому что он, отклоняясь от учений Ганеманна, стал совмещать различные активные вещества для лечения хронических заболеваний. В 1897 году Фельке и несколько жителей города отправился в горы Гарца, чтобы посетить санаторий «Юнгборн» в Экерталь, основанный Адольфом Джастом, также известным приверженцем натуральной медицины того времени. Санаторий произвел такое сильное впечатление на Фельке и нескольких жителей города, что было принято решение создать подобный в Репелен.
За 50 000 золотых марок (на сей день примерно равняется EUR 250,000) им был приобретен большой участок пастбищ и сельскохозяйственных угодий на озере Репелен, недалеко от деревенской церкви. Здесь началось основание санатория с приложением больших усилий. Были созданы пятьдесят комнат под открытым небом для 100—120 человек и павильоны для расслабления и отдыха. В 1898 году проект поддержал Юнгборн, все ещё один из самых популярных парков в Мерс. Поскольку спортивные и гимнастические занятия проводились без одежды, было создано два отдельных парка, окруженных забором: один для мужчин, другой — для женщин.
Фельке основал процветающий курортный бизнес — сначала в Репелене, а затем в Бад Зобернхайме. Первоначально предполагалось, что размер курорта был большим, в сезон с мая по октябрь курорт посещали около 400 гостей. Многие из них должны были останавливаться в частных пансионатах. Многие посетители санатория приезжали издалека, в том числе из Соединенных Штатов, Англии и России. Это дало огромный экономический толчок для города и, в частности для гостиничной индустрии. В 1914 году был построен отель Юнгборн. Тем не менее, это новое направление, необычное для сельского населения, подверглось резкой критике. Так как гости курорта были обнаженными во время лечения, Фельке обвинили в создании угрозы нравственности. Сам пастор яростно опровергал это обвинение. В 1899 году, когда требование увеличить высоту окружающих заборов до трёх метров не было выполнено в срок, парк был закрыт на некоторое время. Церковные власти также находили деятельности Фельке подозрительной. Когда проводились опросы, прихожане всегда подтверждали, что Фельке безукоризненно выполняет свои пастырские обязанности.
Поэтому критические замечания не помешали полноценному развитию деятельности Фельке. К 1914 году Фельке основал санатории в Берлине, Аахене, Крефельде, Кеттвиге, Дортмунде и Щецине. Эти учреждения не могли использовать название метода Репелен или метода Фельке, если они не получили подтверждение от самого Фельке, что они были обучены и уполномоченны им. За это время были сформированы ряд сообществ Фельке в Германии общей численностью более 2500 членов. В это время также публиковался журнал Фельке.
Когда вспыхнула Первая мировая война, развитие деятельности резко остановилось. Санатории были использованы в качестве военных госпиталей. В дополнение к этому было то, что в 1912 году Фельке пришлось отказаться от деятельности приходского священника из-за измены церкви. У него не осталось никакого дохода, потому что он по-прежнему продолжал оказывать своё гомеопатическое лечение бесплатно. В 1915 году Фельке переехал в Зобернхайм, чтобы остаться там с одним из его учеников. Там он в очередной раз создал процветающий санаторий.
После войны, несмотря на то, что Фельке ездил в Репелен каждые две недели, курортный бизнес так и не вернулся к довоенному уровню. В результате санаторий был закрыт. Юнгборн Общество продавало отель, а в 1934 прекратило все виды деятельности. Фельке продолжал свою деятельность в Зобернхайме вплоть до своей смерти. Он является основной причиной успеха города на реке Наэ в качестве курорта. В городе был установлен памятник в его честь, Фельке был признан почетным жителем города.  В его честь был открыт музей, а в немецком  Бад Зобернхайме именем Фельке назвали туристическую тропу.

## Работа

### Иридодиагностика
Фельке был известен благодаря своей практике иридодиагностики. Хотя многие врачи с готовностью приняли новый метод диагностики, другие избегали его. Фельке был обвинен в причинении телесных повреждений в общей сложности 16 раз, а в последнем случае он даже был обвинён в непредумышленном убийстве. Однако он всегда был оправдан. В последнем судебном разбирательстве, которое состоялось в 1909 году, Фельке пришлось перед врачами, в том числе очень известными, например, хирургом и тайным советником Гарре-диагностики, исследовать 20 пациентов только глядя на их радужные оболочки. Фельке протестовал, потому что ему не было разрешено разговаривать с пациентами, что он обычно делал, или исследовать их истории болезни. Нормальный процесс опроса терапевтом пациента как человека, который в состоянии связать свои чувства и физические недуги, был запрещен. Сколько диагнозов были правильными не известно, но он был в состоянии убедить судей.

### Лечение Фельке
Лечение Фельке состоит из следующих компонентов:
1. Сидячие ванны Фельке
2. Солнечная ванна
3. Глиняная ванна
4. Сон на земле (лежание и сон на земле ночью)

Лечение дополнялось диетой почти без мяса, с большим количеством овощей, незрелым, картофелем и фруктами, с помощью которых Фельке надеялся вывести токсины из организма. Для разных пациентов Фельке были прописаны различные диеты, в зависимости от их диагнозов.
В 1992 году в Бад Зобернхайме была введена ходьба босиком. Это 3,5 км петля имеет различные участки, например, из натуральных камней, гравия, дерева, грязевые бассейны, воды, травянистые области, чтобы активировать чувствительные рефлекторные зоны стопы и мышечную систему.
На сегодняшний день существует несколько обществ Фельке. Бад-Зобернхайм остаётся центром метода лечения Фельке, всего есть три санатория, один в Диц в районе Рейн-Лан и один в Меддерсхайм (недалеко от Бад Зобернхайм). И лечение глиной, и иридодиагностика стали признанной частью натуропатии в начале 21 века. Институт Иридодиагностики Фельке был создан в 1984 году. Существует также Медицинская Рабочая Корпорация для терапии Фельке с офисами в Бад-Зобернхайм и производитель комбинированных гомеопатических средств, Хеверт Арцнаймиттель ГмбХ& КГ.
Наряду с Кнайпоч, Прайсницем, Рикли, Куне и Джастом, Фельке является одним из влиятельных практикамов, которые играли важную роль в развитии натуропатии в начале 20 века. Тем не менее, Фельке никогда не скрывал, что он не считал себя изобретателем нового метода лечения. «Гомеопатия — это то, что покорило меня своей простотой и однородностью. Это является основой моего метода...»
Изначально Пастор Фельке выписывал в основном одиночные гомеопатические средства, а в дальнейшем он создал свои комбинации гомеопатических средств на основе практического опыта. Он использовал исключительно эти средства в последние 10 лет, действуя по принципу, что лечение будет работать быстрее, если «сложным заболеваниям», присутствующим у большинства пациентов, будут противопоставлены «комплексные лекарства».